# Pagaan
De benamingen pagaan en paganisme zouden afgeleid zijn van de Latijnse benaming voor plattelandsbewoner oftewel dorpeling, ‘paganus’.
Bij de opkomst  van het christendom bleven de plattelandsbewoners het langst vasthouden aan hun oorspronkelijke godsdienst, tot ongenoegen van de kerk die daarop de benaming ‘paganus’ gelijkstelde met ‘heiden’. Vandaar dat het paganisme vaak in één zin genoemd wordt met het heidendom.